# エカチェリーナ2世級戦艦
エカチェリーナ2世級戦艦（えかちぇりーなにせいきゅうせんかん）は、ロシア帝国で建造された前弩級戦艦である。ロシア帝国海軍では、エカチェリーナ2世級装甲艦（えかちぇりーなにせいきゅうそうこうかん；Броненосцы типа «Екатерина II»ブラニノースツィ・チーパ・イカチリーナ・フタラーヤ）、あるいはエカチェリーナ2世級艦隊装甲艦（えかちぇりーなにせいきゅうかんたいそうこうかん；Эскадренные броненосцы типа «Екатерина II»エスカードリェンヌィイェ・ブラニノースツィ・チーパ・イカチリーナ・フタラーヤ）と呼ばれた。19世紀末の黒海艦隊復興期にその中核を担った主力艦シリーズで、10年にわたって4隻が建造された。黒海艦隊向けとしては最初の装甲艦である。
当初は装甲艦（броненосец）に類別されたが、1892年2月1日付けで揃って艦隊装甲艦（эскадренный броненосец）に類別を変更された。4隻のうち2隻は1907年9月27日付けで戦列艦（линейный корабль）に類別を変更されたが、残る2隻はそれ以前に退役した。
資料によって、チェスマ級やシノープ級と呼ばれることもある。

## 概要

### 設計
クリミア戦争での敗戦やその後の各条約の足枷から、19世紀中盤以降、ロシアの黒海方面での戦力は著しく衰退していた。1880年代、ようやく艦隊の復興が着手された。ロシアの艦船設計者たちは注意深く各国の新型艦を研究し、新時代の黒海艦隊主力艦に相応しい艦の設計を試みた。
1882年には、黒海艦隊向けの装甲艦の必要性が説かれ、その目標には、イギリス海軍のエイジャックス、フランス海軍のカイマン、ロシア国産のピョートル・ヴェリーキーが指名された。しかし、結果として黒海艦隊向けの新型装甲艦はまったく独自な設計を持つ計画となった。それは、高い乾舷を持ち、バーベットに装備した12 in双連砲を三角配置で艦上に並べるというものであった。この武装配置により、事実上どの方向にも同時に4 門の主砲を向けることが可能になっていた。これは、前後方向には2 門しか向けられなかったピョートル・ヴェリーキーと比べれば二倍の進歩であった。
主砲は、数のみならず質においても前型を凌駕していた。すなわち、新型艦には30口径の305 mm砲が装備されることになり、これは貫徹力においてピョートル・ヴェリーキーの20口径砲を上回るものであった。
当初、防御はシタデルを採用し、船体全体の3/2程度が非装甲になる設計であったが、起工後に海軍技術委員会（MTK）は船体へ全長にわたる装甲を施す仕様に設計を変更した。設計段階で弱点と指摘されたのは補助の152 mm副砲の設置箇所で、世界の趨勢に反し、副砲砲座が非装甲であることであった。副砲の防御は、のちに防楯を持つ120 - 152 mmの速射砲が開発されるまで改善されなかった。

### 構造
この設計はよくできたものと判断されたため、すぐに同型艦4 隻が発注された。ところが、エカチェリーナ2世級の4 隻はまったく同じ設計思想で建造され、完全に同じ船体寸法を持っていたにも拘らず、建造途中で加えられた数々の変更により各艦ごとに大きな相違点を持つようになった。
艦ごとに搭載するエンジンが異なったため、船体の隔壁はそれぞれ異なる配置になっていた。製造工場が違った関係から、最初のエカチェリーナ2世とチェスマは2段膨張型の蒸気機関を持ち、シノープと最後のゲオルギー・ポベドノーセツは3段膨張型の蒸気機関を持つことになった。4 隻はいずれも異なる直径の推進用スクリュープロペラを持っていたが、4 枚羽で可変ピッチである点は共通していた。ボイラー型式も、エカチェリーナ2世と残りの3 隻で異なっていた。

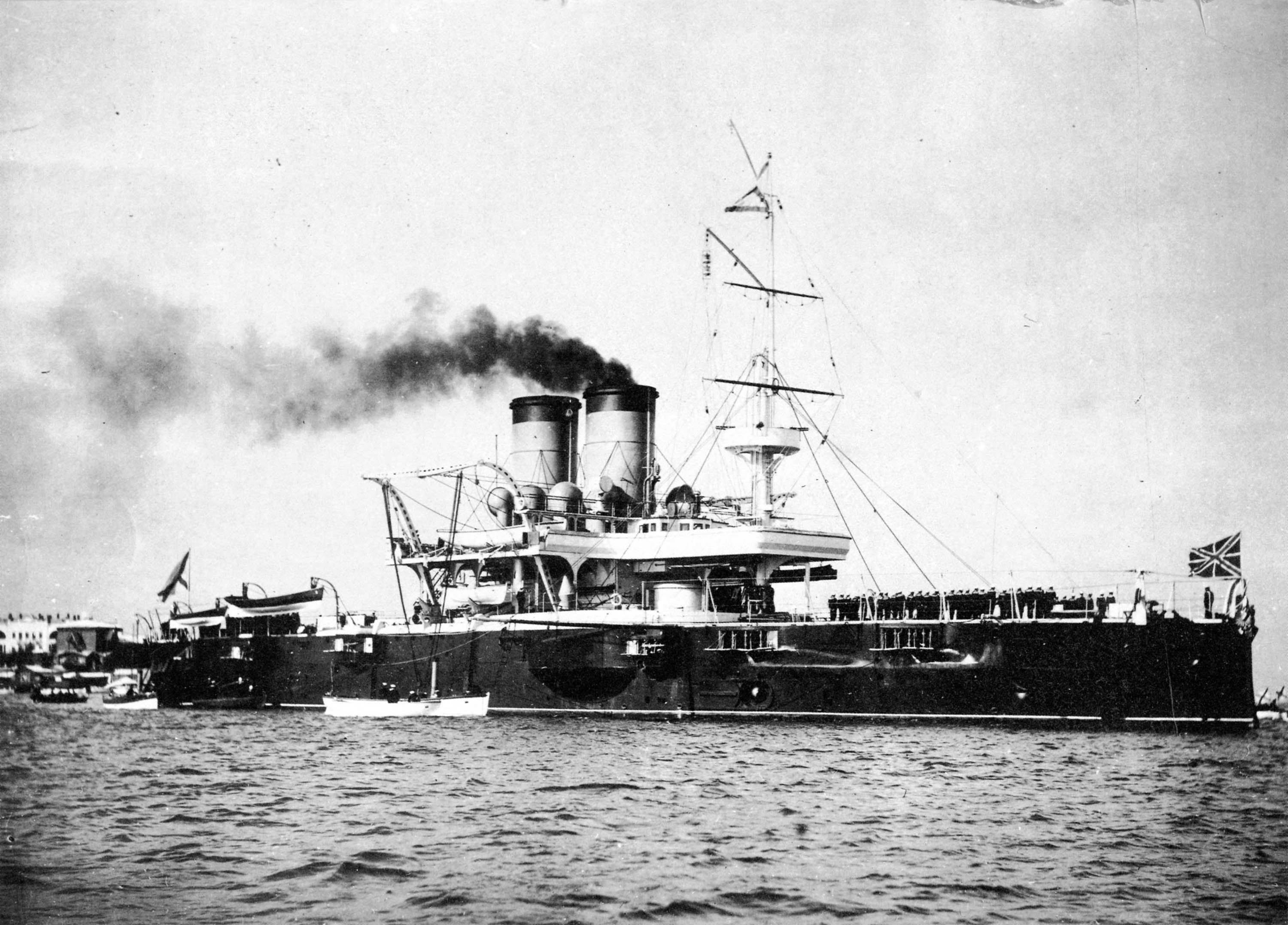
エカチェリーナ2世。主砲砲架が遮蔽装甲内に格納されており、外からは見えない。

4 隻の最大の相違点は、主砲のバーベット装置であった。バーベット装備には、艦によってその構造と寸法において本質的な違いがあった。エカチェリーナ2世では、さらに砲架も他艦と異なっていた。エカチェリーナ2世の砲架は、照準と射撃時にのみ遮蔽装甲から前方に迫り出してくる、可動式の仕組みを持っていた。しかし、この方式が完全な失敗であったことは、エカチェリーナ2世の受領試験の際にすぐに明らかになった。一方、次に建造されたチェスマとシノープでは、主砲の可動は考えられておらず、通常の固定式露砲塔が搭載された。にも拘らず、艦上にはエカチェリーナ2世と同様の遮蔽板が残されていた。ゲオルギー・ポベドノーセツでは砲塔の設計が改められたが、やはり単純な旋回式のものであった。
バーベットの装甲覆いの形状も各艦で異なっていた。エカチェリーナ2世の砲塔覆いは38.1 mmの厚みを持っており、上層甲板上に設置されていた。覆いには窓が開いており、そこから砲身が迫り出してくるようになっていた。チェスマとシノープの砲塔覆いは、同じ基本構造を持っていた。違いは、チェスマの砲塔覆いが砲眼を切り取られた流線形の平行六面体をしていたのに対し、シノープの砲塔覆いは多面角錐体を成す平らな装甲板から構成されていた。ゲオルギー・ポベドノーセツでは、砲塔覆いは正面に傾斜を持った囲砲塔に似た形状のものとなっていた。これは一見すると囲砲塔のように見えたが、実際にはその厚みは薄く、小さな砲弾や銃弾、弾片避けにしかならないものであった。

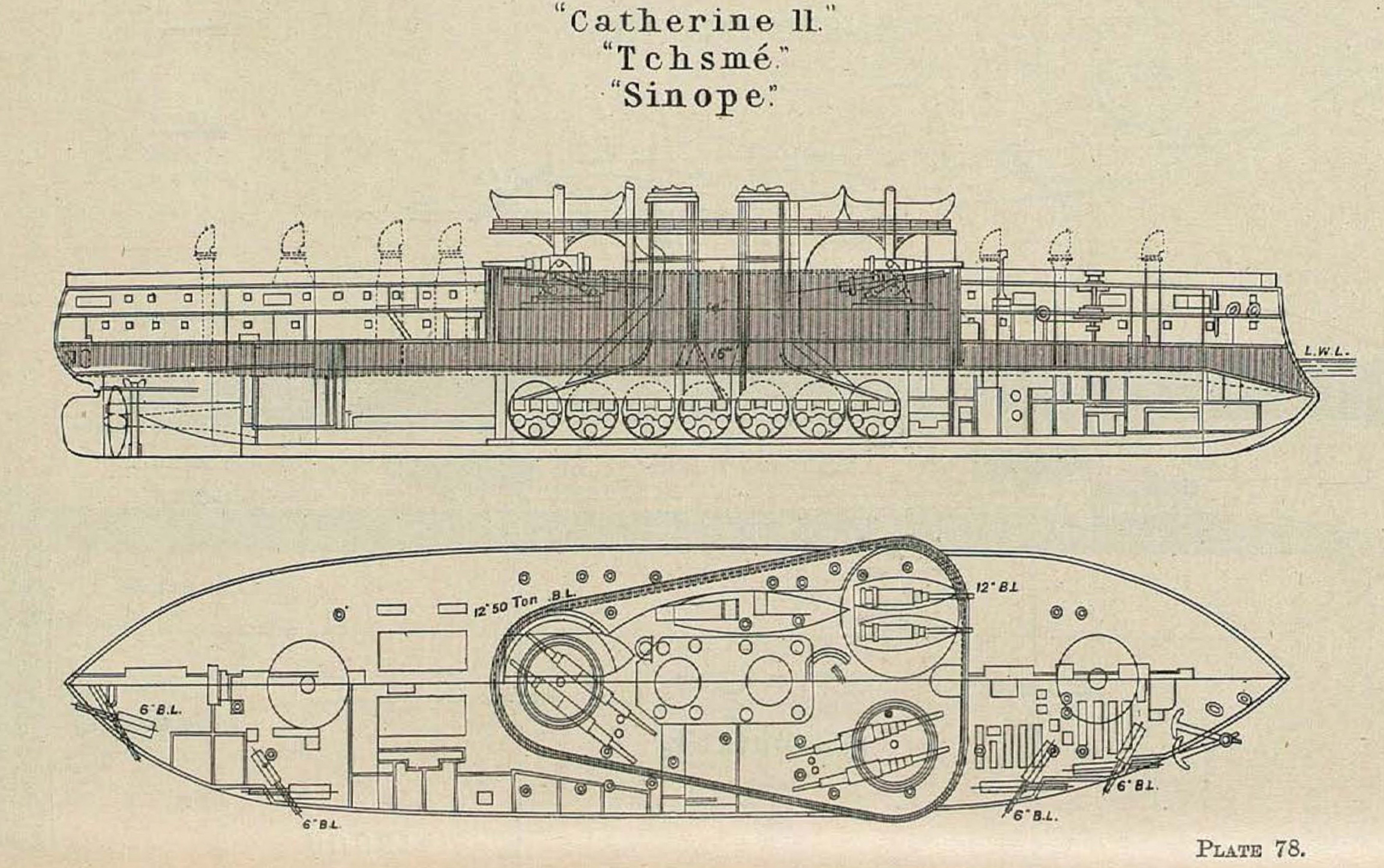
エカチェリーナ2世級の概略図。装甲砲座が張り出しているので、1番艦エカチェリーナ2世のものと判断される。

バーベット寸法の違いは、それを防御する洋梨形の装甲砲座の寸法にも影響を与えていた。装甲砲座の長さはほとんど同じであったが、幅がまったく異なっていた。最も幅の広い装甲砲座を持っていたのはエカチェリーナ2世とチェスまで、艦首部分で23 mとなっていた。一方、シノープでは船体の全幅と同じであった。ゲオルギー・ポベドノーセツでは装置直径がわずか17.8 mに低減された関係で、装甲砲座は船体の全幅より3.2 m狭かった。
武装の相違点は主砲の搭載方法以外に、その砲身長も異なっていた。エカチェリーナ2世とシノープでは従来の30口径砲、チェスマとゲオルギー・ポベドノーセツには新しい35口径砲が採用されていた。このほか、最初の3 隻には対水雷艇防御用として砲座甲板に47 mm回転砲身砲8 基、墻楼には4 基の37 mm回転砲身砲が装備されていたが、ゲオルギー・ポベドノーセツでは旧式のガトリング砲から新しい単砲身速射砲へ近代化された。すなわち、砲座甲板には同数の43口径47 mm単装砲が設置され、墻楼には10 基の23口径37 mm単装砲が装備されていた。
艦のシルエットも、各艦で大きな相違があった。チェスマとエカチェリーナ2世では舷側に洋梨形の装甲砲座や47 mm砲のスポンソン、ロッド式の管が張り出していた。エカチェリーナ2世では、1902年にボイラーが換装されてシリンダー式の管になり、若干直径が拡大された。ゲオルギー・ポベドノーセツのシルエット上の特徴は、10 門の37 mm砲が設置された墻楼と、15 m将官艇を降ろすための起重機であった。

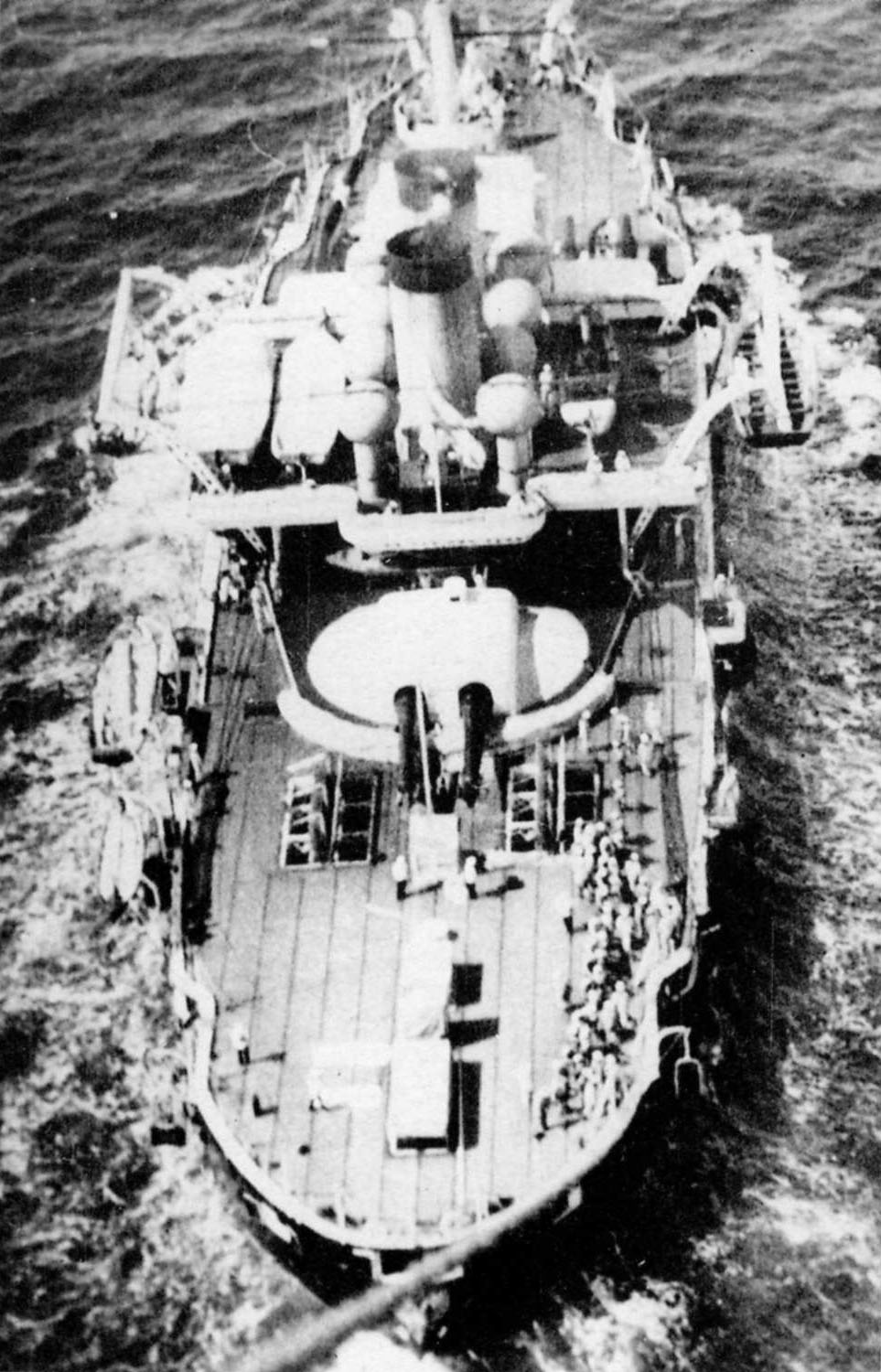
艦尾上空から見たチェスマ。艦尾より観測気球が揚げられているものと推定される。
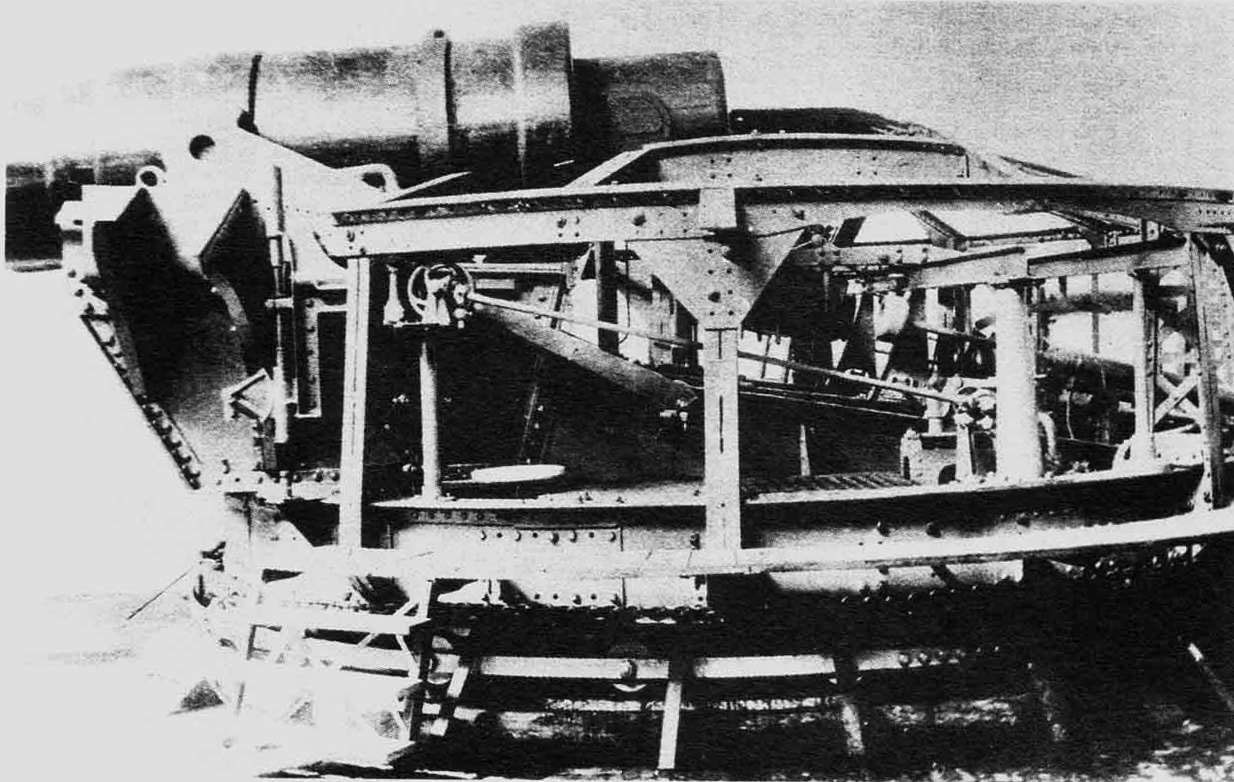
シノープのバーベット装置。
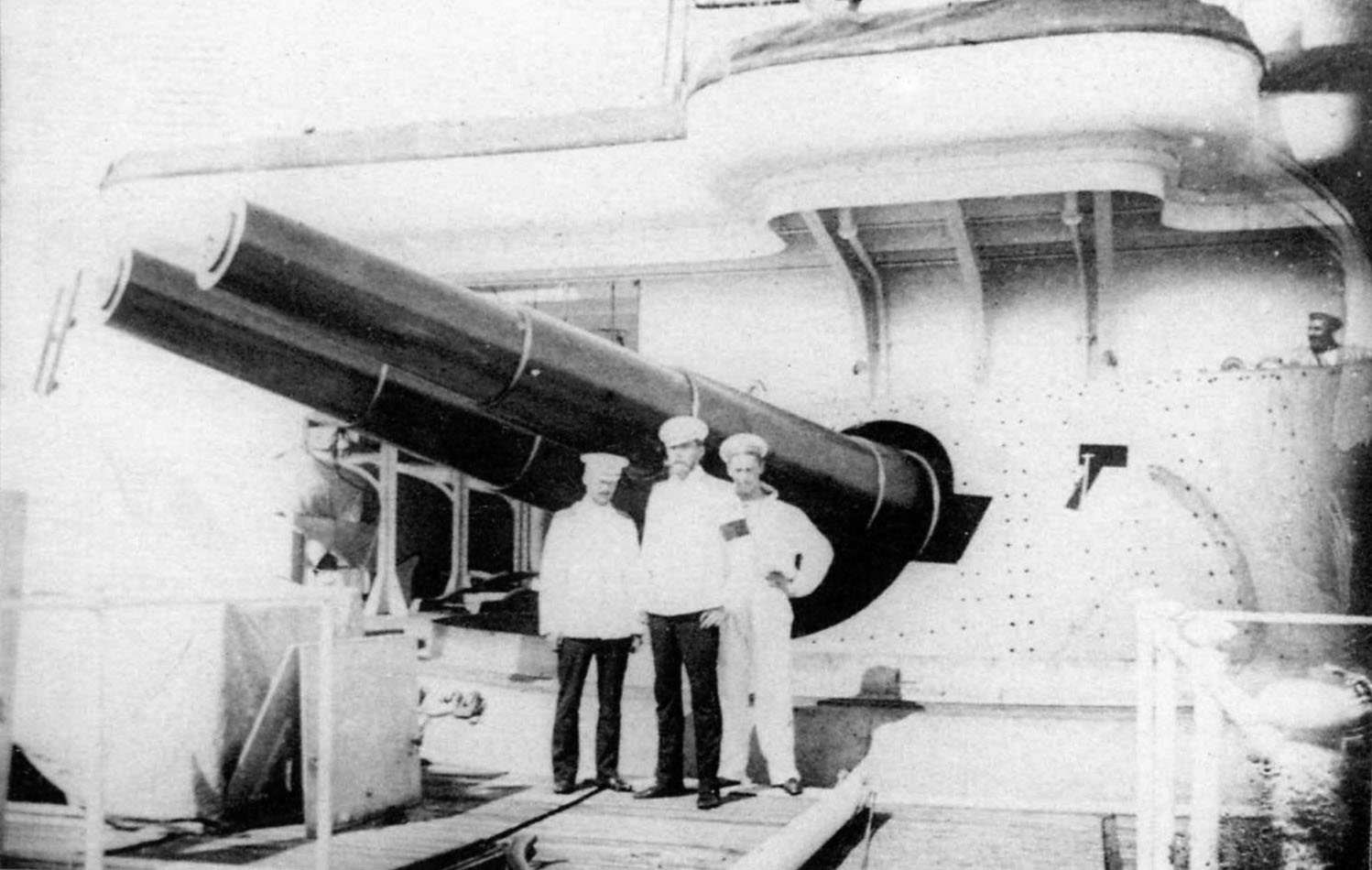
ゲオルギー・ポベドノーセツの艦尾砲塔。
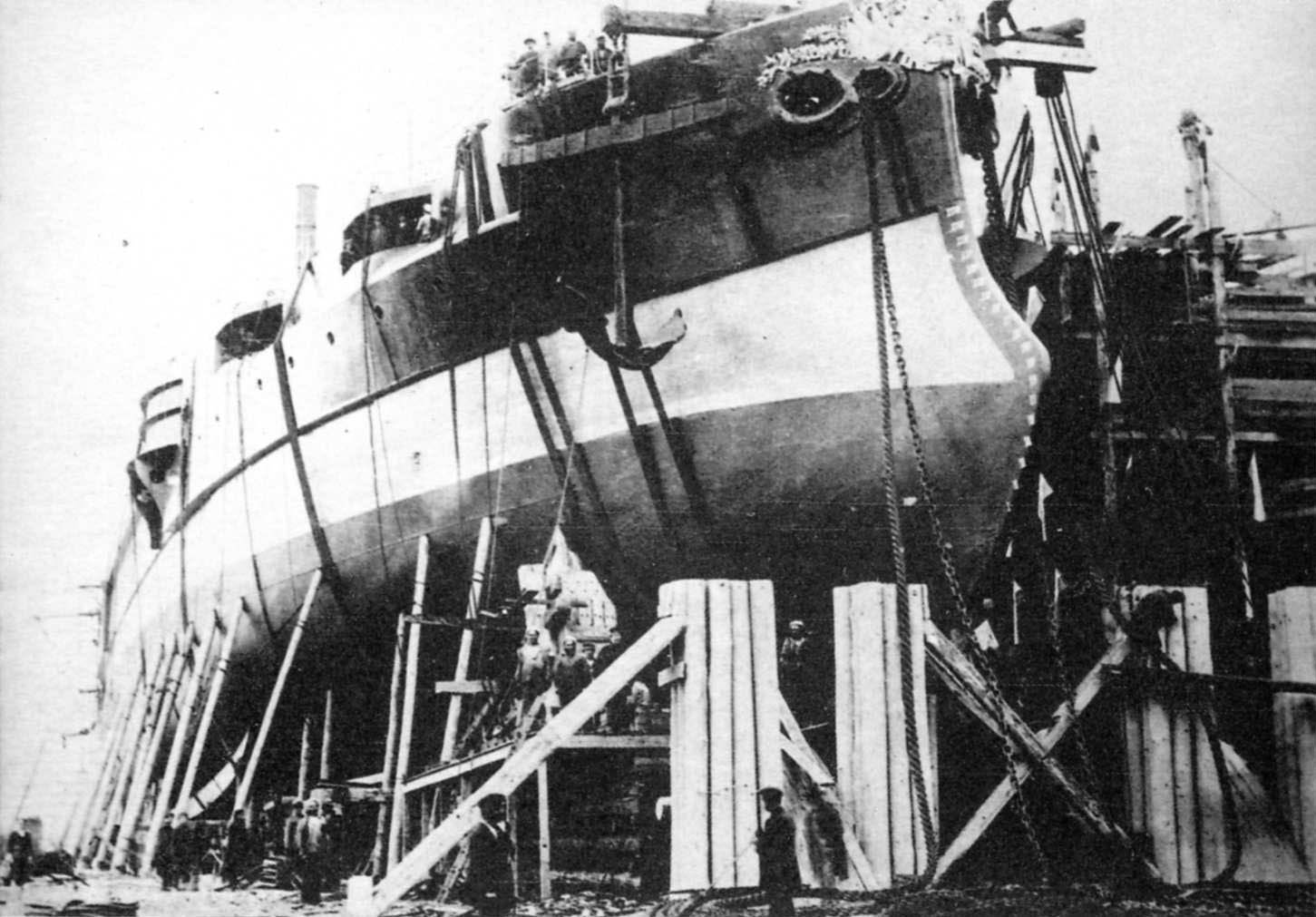
チェスマの艦首衝角。
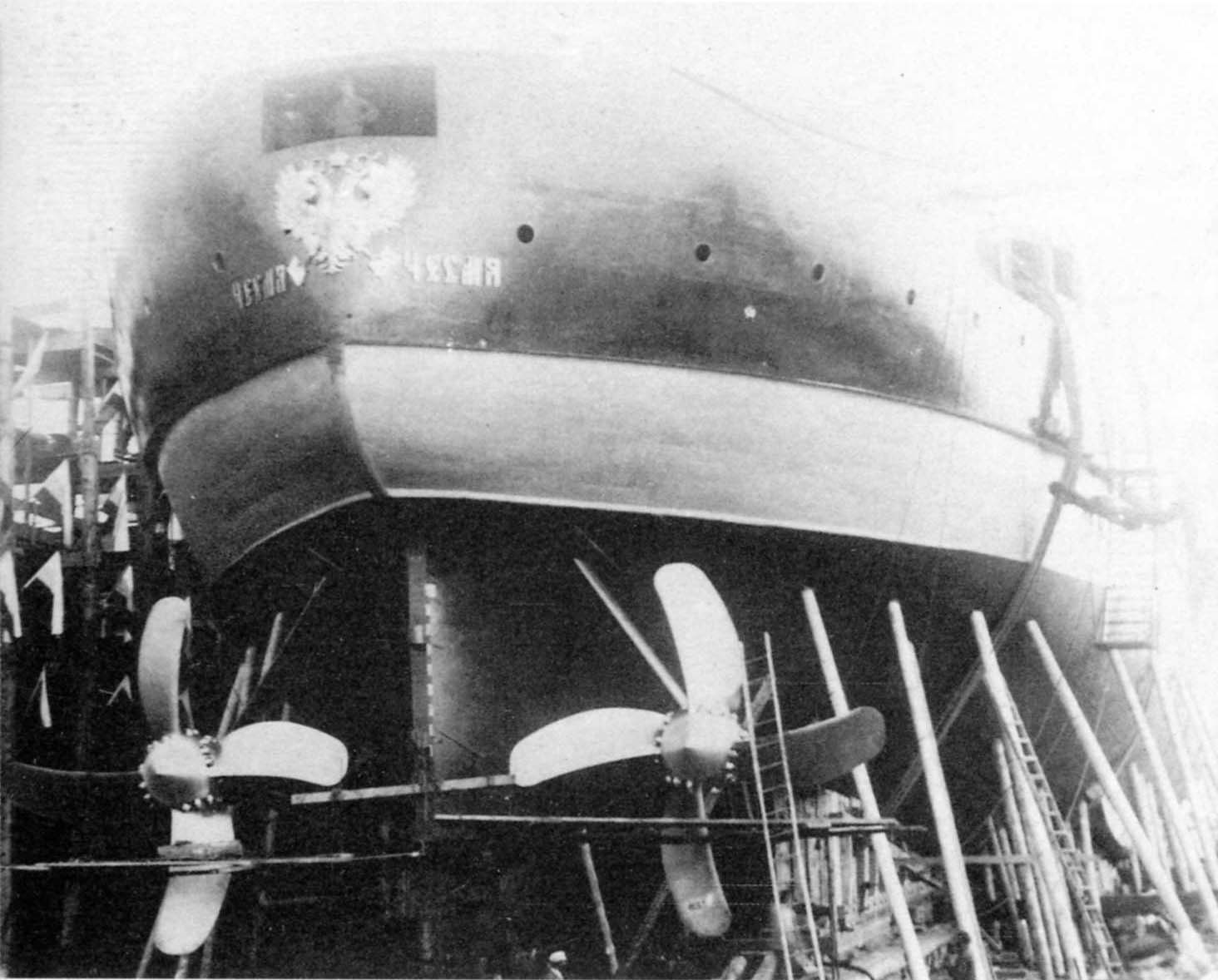
チェスマの艦尾とスクリュープロペラ。

### 建造
エカチェリーナ2世級装甲艦の建造は、多くの困難の下で行われた。1番艦のエカチェリーナ2世は、1883年6月14日にニコラーエフ海軍工廠にて起工した。1886年5月8日には進水し、1887年末には艦はセヴァストーポリへ移動して完成工事と武装の取り付けが施工された。1889年5月には海上公試に入った。5月23日の試験で艦のエンジンは9101 馬力を発揮し、速力は最大で15.2 kn、平均で14.3 knを記録した。
次のチェスマとシノープはともにロシア汽船通商会社（ROPiT）へ発注され、1883年9月25日に同社のセヴァストーポリ造船所にて起工した。1887年5月19日に進水し、1889年6月には竣工した。
4番艦のゲオルギー・ポベドノーセツもROPiTへ発注されたが、この艦の発注はシノープの進水のあとに武装についての変更検討がなされた関係で、他艦より大幅に遅くなった。1891年5月5日に同社のセヴァストーポリ造船所にて起工し、1892年3月9日に進水、1893年9月に竣工した。

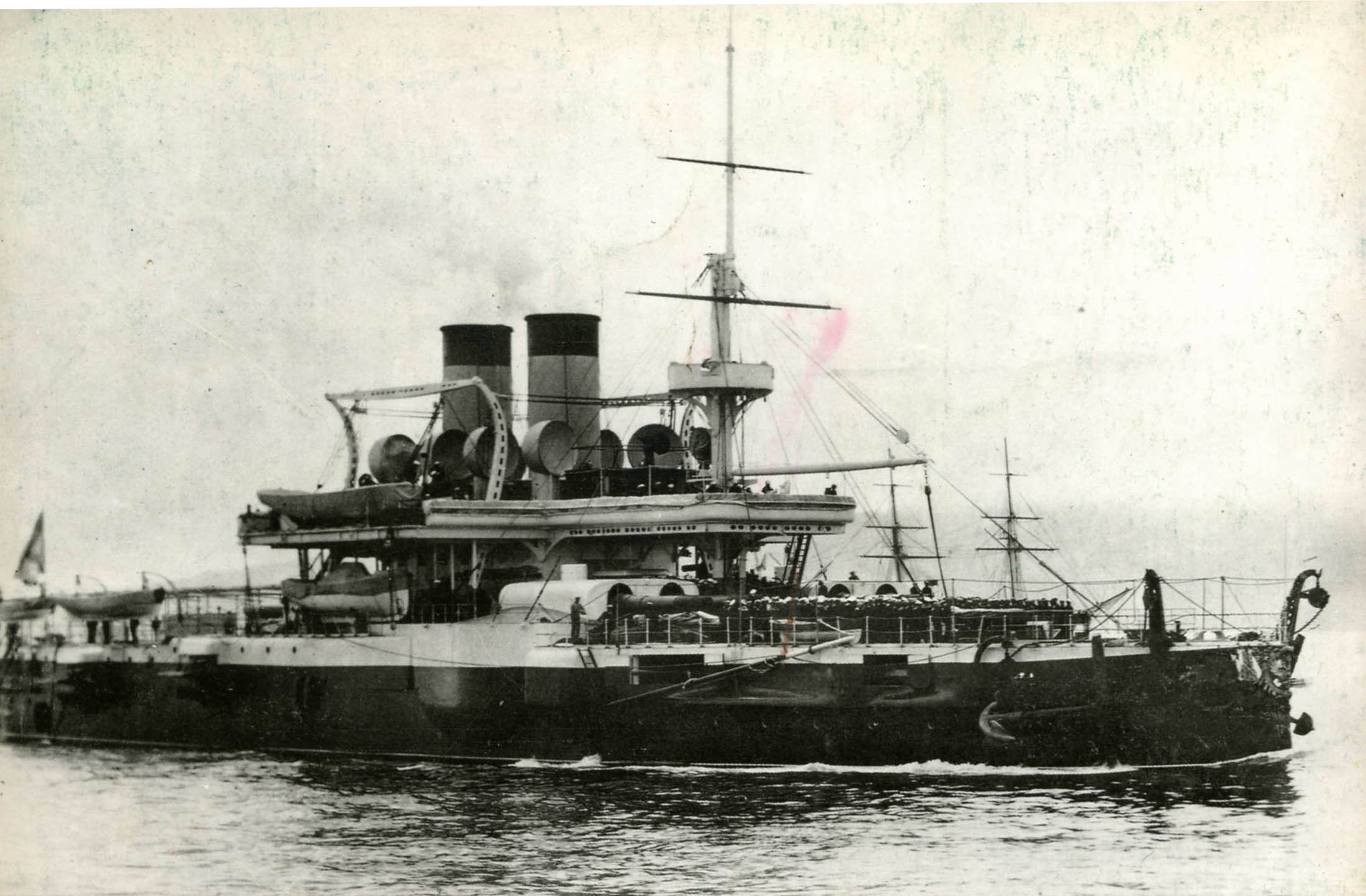
チェスマ。
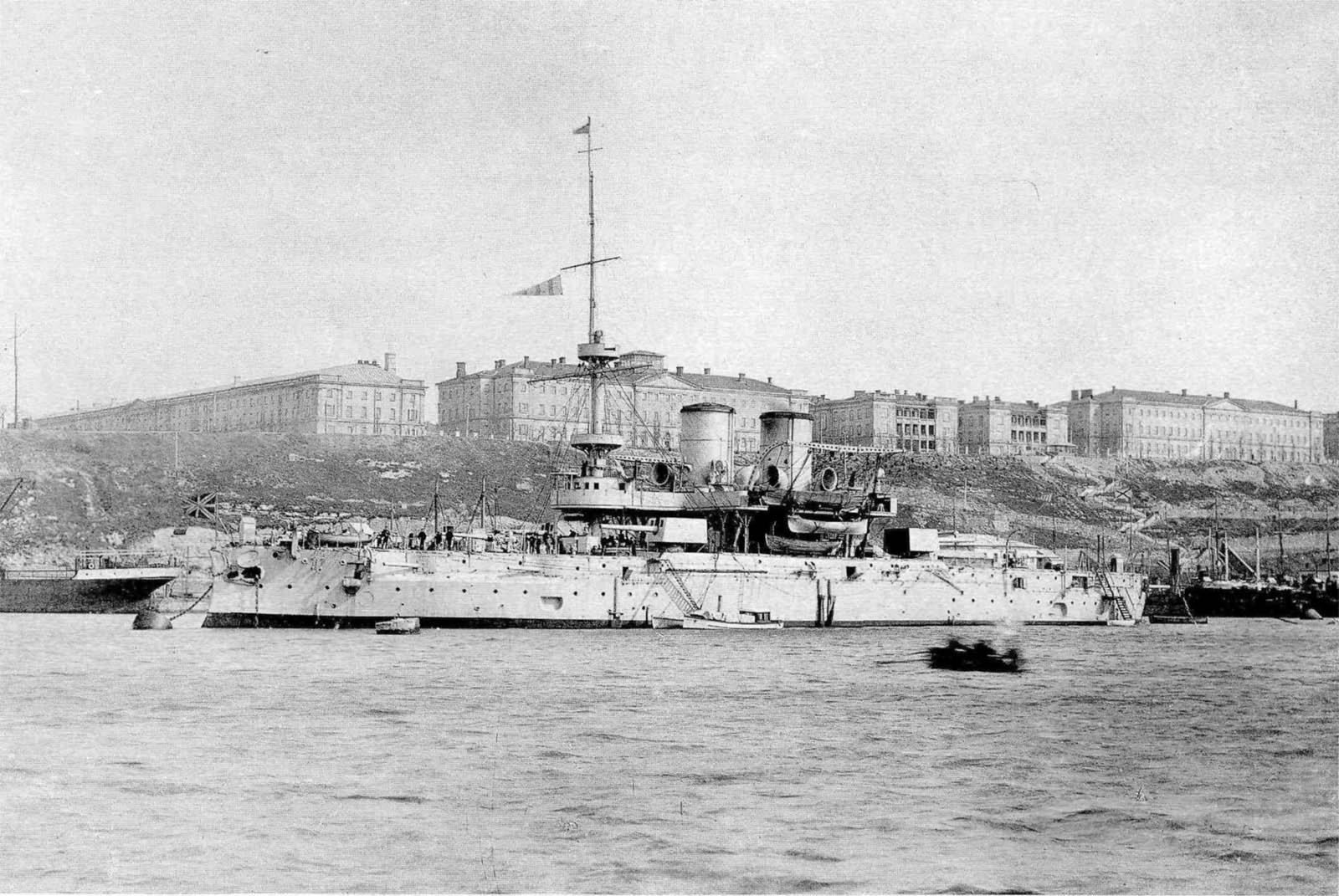
改装後のシノープ。305 mm砲が撤去され、203 mm砲が搭載されている。
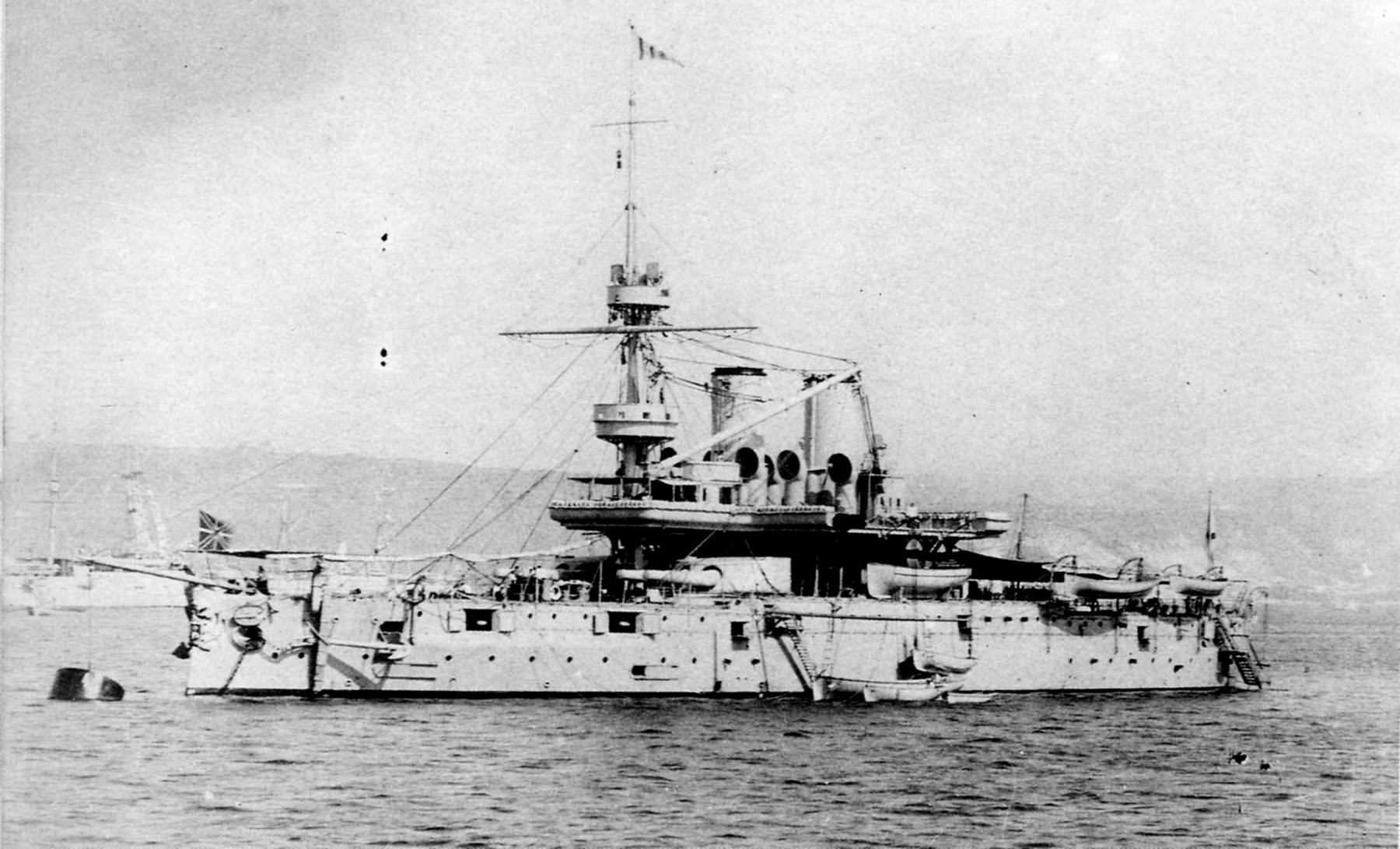
ゲオルギー・ポベドノーセツ。

### 活動
黒海艦隊司令官N・V・コプィートフ海軍中将の強い要望に従い、海軍技術委員会は1897年に装甲艦の煙管ボイラーをより近代的なベルヴィール式水管ボイラーへ換装する決定を下した。同年9月6日には、エカチェリーナ2世のためにニコラーエフの私企業へ新しいボイラーが発注され、1898年にラーザレフ海軍工廠で換装工事が施工された。その他、排水システムの主要管や蒸気ベンチレーター、排水蒸気機関は電化され、そのため2 機のダイナモが追加された。
コプィートフ司令官は、これ以外にも多くの要求を出していた。まず、主砲の305 mm砲をより長砲身のものに換装すること、9 基のカネー式45口径152 mm砲を搭載すること、舷側スポンソンを廃止し、バーベット甲板に6 基、マスト上に4 基の43口径47 mm単装砲を増設することである。こうした要求は黒海艦隊では早くから出されていたが、海軍予算や設備が太平洋方面の戦力強化のためにすべて注ぎ込まれた結果、これらの要求は結局どれひとつとして実現しなかった。
エカチェリーナ2世の改修工事は1902年6月に完了し、10月26日に航走試験が実施された。試験において、エカチェリーナ2世は15 knの最大速度を記録、エンジンは9978.2 馬力を発揮した。
20世紀になった頃には、エカチェリーナ2世とチェスマは黒海艦隊で最も社会主義思想に傾倒した艦になっていた。1905年にオデッサにてポチョムキン＝タヴリーチェスキー公の叛乱事件が発生した際、エカチェリーナ2世はサボタージュで叛乱鎮圧のため出撃命令を拒否し、チェスマはそもそも叛乱に同調する危険が高かったため出港を禁止された。シノープとゲオルギー・ポベドノーセツは政府艦隊に加わって出港したが、ゲオルギーは叛乱に同調してポチョムキン側に寝返った。しかし、その団結は強固なものではなかったため、ゲオルギーの叛乱はすぐに鎮圧された。
日露戦争が終結すると、エカチェリーナ2世とチェスマは旧式化したため1906年10月31日付けの海軍大臣指令で退役した。1907年3月18日付けで両艦とも武装解除され、港に繋留された。1912年4月9日付けで、それぞれ第3号除籍船（Исключенное судно № 3）、第4号除籍船（Исключенное судно № 4）と改称された。チェスマは砲撃試験で破壊され、エカチェリーナ2世は1914年にニコラーエフにて解体された。チェスマの最終的な解体は、1920年代となった。
一方、現役に留まったシノープとゲオルギー・ポベドノーセツはほかの艦隊装甲艦とともに戦列艦に類別を変更されたが、実際にはセヴァストーポリにて港内監視船として使用された。ゲオルギー・ポベドノーセツは、演習のための機動標的の役も務めた。両艦からは305 mm砲が撤去され、シノープには50口径203mm単装砲4 門、ゲオルギー・ポベドノーセツには45口径152mm砲8 門（のち14 門）が装備された。
第一次世界大戦に参加した両艦は、それぞれの役割を演じた。ゲオルギー・ポベドノーセツはロシアの大戦参加の契機となったオスマン帝国によるセヴァストーポリ砲撃の際に敵主力艦ヤウズ・スルタン・セリムと交戦し、戦争後半にはセヴァストーポリにて司令部艦として使用された。シノープはいくつもの作戦に参加したが、途中で船体両側に大きな張り出しを設置して機雷原突破艦に改装された。
ロシア革命のあとも両艦は現役に留まっていたが、活動は以前にまして低下した。二月革命で臨時政府、ロシア共和国の所有となり、十月革命では特に目立った動きは見せなかった。その後、ウクライナへ侵攻した赤軍に奪取され、艦上には赤旗が翻った。1918年4月29日には他艦同様にウクライナ人民共和国旗を掲げたと見られるが、すぐにドイツ帝国に接収され、武装解除された。
その後、ドイツ帝国からウクライナ国へ引き渡され、ウクライナ史上初の国際的に承認されたウクライナの保有する軍艦となった。ゲオルギー・ポベドノーセツには、ウクライナ国海軍の司令部と艦隊司令官室が置かれた。しかし、1918年11月24日にはイギリス・フランス軍に奪取され、のち南ロシア軍に提供された。
ロシア内戦に敗れた白軍が海外へ撤退すると、司令部の置かれていたゲオルギー・ポベドノーセツは曳航されてチュニジア・ビゼルトまで遠征した。ウクライナに残ったシノープは1923年に解体され、最後まで残ったゲオルギーも1930年代初頭にフランスによって解体された。